# 任志强批评党媒姓党事件
任志强批评官媒姓党事件，又稱為任志强事件，是2016年2月19日中華人民共和國企业家、中国共产党党员、网络名人任志强在新浪微博上对当日中国中央电视台打出“央视姓党，绝对忠诚，请您检阅”的标语以迎接中共中央总书记习近平提出批評，而引发的中國大陸官媒对任志强批评的事件。隨後任亦受到懲罰。

## 事件经过
2016年2月19日，中共中央总书记习近平视察中国中央电视台，后者打出“央视姓党，绝对忠诚，请您检阅”的标语。当日晚上，任志强在新浪微博发贴质疑：“人民政府啥时候改党政府了？花的是党费吗？”还称“这个不能随便改！”“别用纳税人的钱去办不为纳税人提供服务的事”。紧接着，任志强又说道：“彻底地分为对立的两个阵营了？当所有的媒体有了姓，并且不代表人民的利益时，人民就被抛弃到被遗忘的角落了！”任志强的言论立即引起轩然大波。 
无怪乎人常以“任大炮”谓之，无怪乎网友要为其补课。作为一名党员大V，任志强不仅不懂得“没有脱离人民性的党性，也没有脱离党性的人民性”，甚至还忽略总书记“坚持党性和人民性相统一”的讲话实质，妄图以歪曲解读、砸锅推墙来哗众取宠、博取眼球，简直就是党性的泯灭、人性的猖狂。——《网友为何要给任志强上党课》
2月22日，中共北京市委旗下的千龙网首先发表题为《网友为何要给任志强上党课》、《谁给了任志强反党的底气》的两篇评论称“简直就是党性的泯灭、人性的猖狂”。并把质疑指向任志强背后的领导：一个半夜三更喜欢给领导打电话的任志强，究竟谁给了他跳出来推墙的“勇气”？当日上午11时15分，任志强在新浪微博发表微博称：“董事会受股东的委托代表股东管理、经营公司。但公司是属于股东的，不是属于董事会的。这是常识！”
2月24日，任志强在微博上发了《吕氏春秋》的一句话：“石可破也，不可夺其坚；丹可磨也，不可夺其赤——《吕氏春秋》”。
2月25日，他透过腾讯微博，宣布他的新浪微博被封杀：“早上起来新浪的微博已经被关闭了。在这打个招呼！” 同日，中共中央党校教授蔡霞发表三篇文章辩护：“不同观点争论本属于正常。”“打压不同意见，将会给党带来严重的危害。”但文章很快遭到封杀。
2月26日，中共中央宣传部主管的党建网刊文《党要管党任志强不能例外》称：“党内的任志强们，吃共产党的饭，砸共产党的碗，中央必须狠下决心，依照党章和纪律处分条例把那些在党反党的人剔除出去。” 
2月28日，中共中央网络安全和信息化委员会办公室责令新浪、腾讯等有关网站关闭任志强微博账号，并表示绝不允许被关闭账号的用户改头换面再次注册。此举意味任志强此后难在网上再发声。 
2月29日，中共北京市西城区委下发《关于正确认识任志强严重违纪问题的通知》，称要对任志强作出严肃处理。同日，任志强所在的华远集团党委也下发了《关于加强意识形态工作的意见》，规定集团党员职工不得编造、传播政治谣言，丑化党和国家形象。

## 后续发展
3月1日，中央纪委监察部网站转载《中国纪检监察报》署名文章《千人之诺诺，不如一士之谔谔》。该文引述中共中央总书记习近平在河北的讲话，其中提到“小问题没人提醒，大问题无人批评，以致酿成大错，正所谓‘千人之诺诺，不如一士之谔谔’啊！” 文章称能否广开言路，接受建议，常常决定中国古代各个朝代的盛衰。时任中共中央纪委书记王岐山为任志强初中时的辅导员，即使花甲之年也经常在夜晚通电话。
3月2日，连续八年出席两会的政协委员、上海财经大学教授蒋洪在接受财新网采访时直言：“受某些事件的影响，现在公众也都有点迷茫，希望少讲些话，气氛是这样。”接着他表态：作为公民，表达的权利有必要保障，因为“表达的权利是宪法上划定的”，而且“公众各抒己见是一个国家兴旺发达协调的标志，也是社会自信的标志”。“我如今唯一担心的是，两会代表和委员的概念是否能够充分通过媒体展现出来。”但很快被删除。
3月3日，继中纪委官网之后，《人民日报》发表文章《商量，中国的民主智慧（人民论坛·两会汇聚发展新动能）》。文章中称，有的领导怕掉架子，不愿和群众坐一条板凳；有的怕丢面子，不愿听群众的逆耳之言；还有的怕出乱子，不愿让群众知道太多的信息。这样的想法和做法都是不对的。紧接着，财新网以《蒋洪委员：公民表达的权利必须要保障》为题报导了对蒋洪教授的访问：“我现在唯一担心的是，两会代表和委员的观点是否能够充分通过媒体展现出来。”很快，蒋洪的担心就成为现实。第二天，当他在微信平台上浏览自己之前在朋友圈里转发的这篇采访时，却发现已被封杀。
3月4日，财新网再以《蒋洪委员：我的两会言论被指违法违规‘太可怕’》为题做了报导，结果该报导再被删除。 同日下午，全国政协会议开幕式上，全国政协主席俞正声作了全国政协常委会工作报告。在讲话中，俞正声多次强调要包容不同意见，称坚持求同存异、包容多样等，并支持“讲真话、道实情”。中共中央总书记习近平参加民建工商联组的讨论时首度发声，强调了“讲真话、说实情”，习近平表示：“对民营企业家来说，就是讲真话说实情建诤言，遵纪守法办企业”。安徽出版集团董事长王亚非公开发声，提出要“警惕有的网站借任志强事件反党”。在提到《谁给了任志强反党的底气》的文章时表示，作者是醉翁之意不在酒。他的矛头不是指向任志强的，而是指向这个“谁”。 
3月5日，蒋洪再次接受财新网采访，他表示：“我左看右看，看不出什么违法违规的内容。”他说，所谓违法违规的内容，恰恰是宪法赋予公民的权利。“太可怕了，太让人惊奇了。”
3月7日，财新旗下英文网站发表一篇名为 Story about Advisor's Free Speech Comments Removed from Caixin Website（《政协委员谈论言论自由的财新报道遭遇删除》）的文章，就前两篇报导遭当局删除表示异议，直指中共国家互联网信息办公室是“政府新闻审查机构”，后亦遭删除。
5月2日，中共北京市西城区委通报，任志强因多次在微博、博客等网络平台和其他公开场合公开发表违背四项基本原则、违背党的路线方针政策等方面的错误言论，严重违反党的政治纪律，被处留党察看一年处分。。
2020年4月7日，中共北京市纪律检查委员会、北京市监察委员会发布消息，北京市华远集团原党委副书记、董事长任志强涉嫌严重违纪违法，目前正接受北京市西城区纪委区监委纪律审查和监察调查。
2020年7月23日，北京市西城区纪委区监委发布消息，任志强严重违反党的政治纪律、组织纪律、廉洁纪律、工作纪律和生活纪律，构成严重职务违法并涉嫌贪污、受贿、挪用公款、国有公司人员滥用职权犯罪。被开除党籍；按规定取消其享受的待遇；收缴其违纪违法所得；将其涉嫌犯罪问题移送检察机关依法审查起诉，所涉财物随案移送。

## 评论及影响
- 蔡霞发表《党章党规保护任志强们的党员权利》，指千龙网及中青网仅仅因为任志强就公共媒体“姓党”提出疑问，却被扣上吓人的政治帽子的做法，违反党章，堵塞党内言路，而且损害党内团结，对中共本身没有任何好处[21]。
- BBC中文网认为这次任志强受到留党察看处分，有网络评论说这个任志强“就是太实在了，光说实话不行啊”。但也有评论认为对任志强的处罚是“高高举起，轻轻放下”，从严治党不过是说说而已[22]。
- 纽约时报中文网认为任志强向来喜欢提出有争议的说法，因此网络内容主管部门国家互联网信息办公室的官员们决定让他噤声，删去了他在新浪微博平台上的大号。而北京西城区委的纪检官员在一个公共假期里公布任志强留党察看一年这一消息，似乎意味着党想对此进行低调处理。这可能是因为任志强在网上拥有很高的知名度。该报认为这种公开抵制是一扇窗口，显示了习近平对言论自由的广泛打压正在引起知识分子越来越多的不满[23]。
- 美国之音认为该事件引发的寒蝉效应在民间和官方媒体都已经初步显现，今年的两会已看不到往年炮声隆隆的情景[24]。

- 臺灣《中國時報》社論稱，任志強因在微博質疑遭致的批判浪潮，“是文革式的”，習近平執政後中共對意識型態與輿論陣地的掌控正持續增強，「圍剿任志強」事件是必然出現的操作型式。[25]

## 相关新闻
- 新华网：《乱放炮的任志强“党性”去哪儿了》[26]
- 人民网：《任志强同志，你正在演出一场机会主义闹剧》[27]
- 中国江苏网：《任志强是8,000多万党员的耻辱》[28][29]。
- 共青团中青网：《任志强“党民对立论”用心险恶》[30][31]。
- 《广州日报》旗下《南风窗》：《一个非党员眼里的任志强》[32]
- 光明网：《全面从严治党岂容党员任性反党》[33][34]
- 察网发表署名崔紫剑的文章《对不起，我不愿意称任志强“同志”》[35]。